# Třída Castle (1980)
Třída Castle je třída oceánských hlídkových lodí postavených pro britské královské námořnictvo. Celkem byly postaveny dvě jednotky této třídy. Jejich hlavním úkolem byla ochrana rybolovu a ropných nalezišť, později byly dlouhodobě přítomny na Falklandských ostrovech. Sekundárně mohly sloužit také jako pomocné minonosky. Ve službě byly v letech 1982–2008. Poté je koupila Bangladéš.

## Stavba
Stavba dvou jednotek této třídy byla objednána u britské loděnice Hall, Russell & Company v Aberdeenu.
Jednotky třídy Castle:
| Jméno                       | Spuštěna       | Vstup do služby | Status                                                                         |
| --------------------------- | -------------- | --------------- | ------------------------------------------------------------------------------ |
| HMS Leeds Castle (P258)     | 22. října 1980 | 27. října 1981  | Vyřazena 2005, dne 24. září 2010 prodána do Bangladéše jako Dhaleshwari (F36). |
| HMS Dumbarton Castle (P265) | 3. června 1981 | 12. března 1982 | Vyřazena 2007, dne 24. září 2010 prodána do Bangladéše jako Bijoy (F35).       |

## Konstrukce

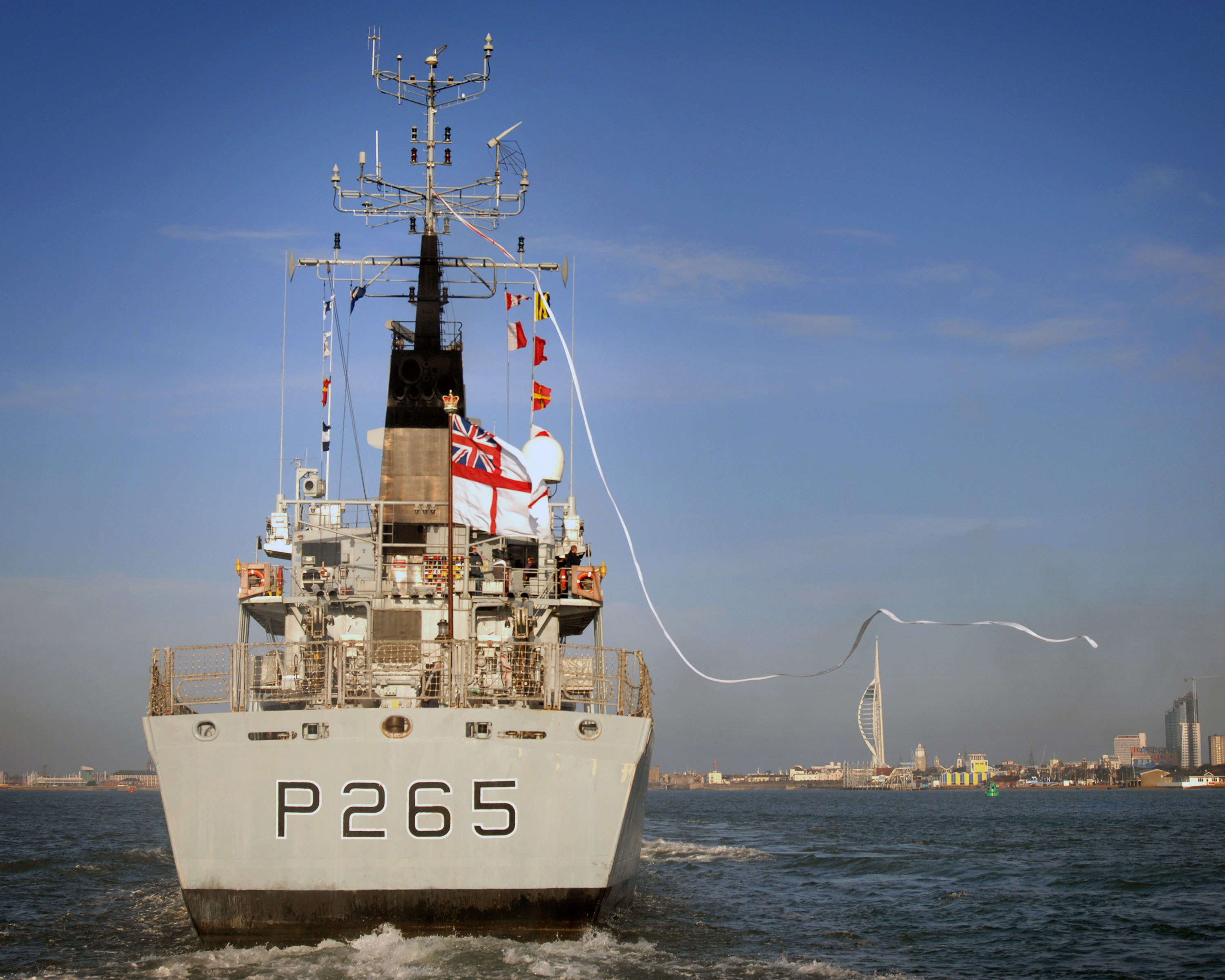
HMS Dumbarton Castle (P265)

Plavidla mohla krátkodobě převážet až 120 vojáků. Byla vyzbrojena jedním 30mm kanónem na lafetě DS-30B a dvěma 7,62mm kulomety. Na zádi nesla dva rychlé čluny Avon Sea Rider. Jsou vybaveny přistávací plochou pro vrtulník Sea King, nebo Lynx. Pohonný systém tvoří dva diesely Ruston 12RK 320DM o celkovém výkonu 5640 bhp, pohánějící dva lodní šrouby. Nejvyšší rychlost dosahuje 20 uzlů. Dosah je 10 000 námořních mil při rychlosti 12 uzlů.

### Modernizace
Bangladéšské námořnoctvo plavidla modifikovalo na korvety. Změnila se sestava elektroniky a výrazně byla zesílena výzbroj. Například na veletrhu LIMA 2013 byla korveta Bijoy vybavena novým vyhledávacím radarem SR 60 a systémem řízení palby TR47C, přičemž nesla jeden 76,2mm kanón NG-16-1 a čtyři čínské protilodní střely C-704. K korvet navíc operují nové vrtulníky AW109.

## Operační služba
Hlavním úkolem plavidel byla ochrana rybolovu a ropných nalezišť v Severním moři. Po falklandské válce byla plavidla přesunuta do této oblasti, kde se střídala po třech letech. Po vyřazení byly uloženy na základně HMNB Portsmouth a poté prodány do zahraničí. Před převzetím bangladéšským námořnictvem prošly celkovou generálkou v loděnici A&P Tyne v Tyneside.
Korveta Bijoy byla 4. srpna 2020 poškozena při výbuchu v libanonském přístavu Bejrút. Ve chvíli výbuchu kotvila v přístavu jako součást sil UNIFIL. Celkem 21 členů posádky bylo zraněno. Remorkérem TCG Inebolu (A-590) bylo plavidlo odvlečeno do Turecka k opravě.